# خصلاء منتشرة
خصلاء منتشرة (الاسم العلمي: Lophophora diffusa) هي نوع من النباتات تتبع جنس الخصلاء من الفصيلة الصبارية.